# The Undercover Sessions
The Undercover Sessions is een ep van de Zuid-Amerikaanse nu-metalband Ill Niño. Het kwam uit in 2006. Het bevat 2 nieuwe nummers en 3 gecoverde nummers van Faith No More, Peter Gabriel en Nirvana

## Speellijst
1. Arrastra
2. Zombie Eaters (  Faith No More cover ) (met Chino Moreno (Deftones) )
3. Reservation For Two
4. Red Rain (  Peter Gabriel cover )
5. Territorial Pissings (Nirvanacover )